# George Kreisel
George Kreisel   (Graz, 15 de setembre de 1923 - Salzburg, 1 de març de 2015) va ser un matemàtic i filòsof jueu austríac, que va treballar al Regne Unit i els Estats Units.
Kreisel va néixer en una família jueva benestant de Graz, Àustria. Els seus pares, preveient els problemes polítics que sorgirien a Àustria després de l'arribada dels nazis al poder a Alemanya, van enviar els seus fills a estudiar a Anglaterra amb el patrocini del polític britànic Stanley Baldwin. El 1942 va començar els estudis de matemàtiques al Trinity College de la universitat de Cambridge, on va coincidir amb Freeman J. Dyson, amb qui va mantenir una amistat de per vida, i amb altres alumnes que després serien grans matemàtics com James Lighthill o John Myhill. Els darrers anys de la Segona Guerra Mundial va treballar al Laboratori de Recerca de l'Almirallat Britànic, on va coincidir amb Francis Crick amb qui també va establir una amistat duradora; acabada la guerra va tornar a Cambridge per acabar el màster el 1947.
A continuació va ser professor de la universitat de Reading fins al 1960, excepte els cursos 1958-59 que va estar a la Universitat Stanford i 1955-1957 que va estar a l'Institut d'Estudis Avançats de Princeton. Posteriorment, i després d'estar dos anys a la universitat de París, va ser professor de la universitat Stanford des de 1962 fins que es va retirar el 1983. Després de retirar-se va viure a Salzburg on va morir el 2015 amb 91 anys.
Kreisel, a cavall entre filosofia i matemàtiques, va fer importants aportacions en filosofia de les matemàtiques i lògica matemàtica, des d'un punt de vista intuïcionista. D'especial rellevància son els seus treballs sobre el càlcul lambda, sobre la recursivitat en la construcció dels ordinals i sobre el que ell va anomenar unwinding program (que podria traduir-se com programa de desplegament o de desenrotllament), que consisteix en dotar d'elements constructius a demostracions exclusivament formals.
Sembla que el personatge de Julius King, de la novel·la A fairly honourable defeat (1970) d'Iris Murdoch està basat en la personalitat de Kreisel, a qui Murdoch va dedicar una altra de les seves novel·les: An Accidental Man (1971).